# Лозинський Василь Миронович
Василь Миронович Лозинський (14 лютого 1986 , Мости́ська, Львівська область ) — український державний службовець, 1-й заступник голови Львівської ОДА, в.о. голови Львівської ОДА (26.12.2019-5.02.2020), перший заступник Міністра розвитку громад та територій України, деякий час виконував обов'язки міністра. У 2022—2023 — перший заступник Міністра розвитку громад, територій та інфраструктури України.

## Життєпис
У 2007 році закінчив Львівський національний університет ім. Франка, міжнародні економічні відносини, економіст-міжнародник, перекладач.
У вересні 2007 — січні 2008 року — спеціаліст відділення міжнародних зв'язків Львівського державного університету внутрішніх справ.
У січні 2008 — травні 2011 року — провідний спеціаліст організаційного відділу Департаменту забезпечення діяльності Міністра; головний економіст відділу з питань контрольно-наглядової роботи Департаменту державного регулювання операцій з дорогоцінними металами і дорогоцінним камінням та пробірного нагляду Міністерства фінансів України.
У 2010 році закінчив заочно Львівський національний університет імені Івана Франка, правознавство, юрист.
У травні — жовтні 2011 року — начальник відділу інвестиційної політики та моніторингу діяльності СЕЗ та ТПР; провідний спеціаліст відділу економіки енергозбереження управління економіки капітального будівництва енергозбереження головного управління економіки та інвестицій Львівської обласної державної адміністрації.
У листопаді 2011 — грудні 2012 року — провідний спеціаліст, начальник відділу економіки енергоощадності управління економіки капітального будівництва та енергоощадності головного управління економіки та промислової політики Львівської обласної державної адміністрації.
У січні — грудні 2013 року — начальник управління інвестиційної політики департаменту економічного розвитку, інвестицій, торгівлі та промисловості департаменту економічного розвитку, інвестицій, торгівлі та промисловості Львівської обласної державної адміністрації.
У листопаді 2014 — грудні 2015 року — директор департаменту економічного розвитку, торгівлі та промисловості Львівської обласної державної адміністрації.
У лютому — травні 2016 року — заступник директора ТзОВ «Новодім».
У травні 2016 — серпні 2019 року — виконавчий директор обласної асоціації місцевих рад «Ради Львівщини».
У 2016 році закінчив Львівський регіональний інститут державного управління НАДУ при Президентові України, державне управління, магістр державного управління.
З серпня 2019 по березень 2020 року — перший заступник голови Львівської ОДА.
З 26 грудня 2019 по 5 лютого 2020 року — виконувач обов'язків голови Львівської обласної державної адміністрації.
З 26 лютого 2020 року — 1-й заступник Міністра розвитку громад та територій України.
З 4 листопада 2022 року — виконувач обов'язків Міністра розвитку громад та територій України після відставки Олексія Чернишова.
З 9 грудня 2022 року по 22 січня 2023 року — перший заступник Міністра розвитку громад, територій та інфраструктури України, яке було утворено напередодні, шляхом об'єднання Мінрегіону та Мінінфраструктури.

## Розслідування

### «Справа генераторів»
21 січня 2023 року Лозинського затримали працівники НАБУ за підозрою в справі щодо розкрадання бюджетних коштів. 22 січня НАБУ оголосило про викриття злочинного угруповання, до складу якого входив і Лозинський. Його було затримано під час отримання $400 тис. хабаря за сприяння закупівлі техніки пересувних котельних установок, матеріалів і обладнання для безперебійного проходження опалювального сезону за завищеними цінами.
Всього Лозинський з колегами забезпечив укладання договорів на 280 млн грн. Після затримання його відправили на цілодобовий домашній арешт до 22 березня 2023 року. 24 січня 2023 року Лозинському обрали запобіжний захід у вигляді цілодобового домашнього арешту з електронним браслетом, хоча НАБУ та САП просили заарештувати його з заставою в 50 млн грн. 22 лютого 2023 року рішення змінили на утримання під вартою із заставою 50 млн грн.
17 березня 2023 року Апеляційна палата Вищого антикорупційного суду змінила запобіжний захід Лозинському на цілодобовий домашній арешт та відхилила клопотання про відвід судді Ярослава Шкодіна.
19 червня 2023 року, згідно повідомлення Спеціалізованої антикорупційної прокуратури, Вищий антикорупційний суд, повторно, взяв Лозинського під варту.